# Reinhard von Hacht
Reinhard von Hacht (* 21. Oktober 1943 in Hamburg) ist ein deutscher Schauspieler.

## Leben
Sein schauspielerisches Rüstzeug erhielt Reinhard von Hacht nach seinem Abitur an der Folkwang Universität der Künste in Essen, wo er neben einer Schauspiel- auch eine Pantomimenausbildung absolvierte. Festengagements hatte von Hacht am Theater Dortmund, an den Wuppertaler Bühnen und dem Hamburger Thalia Theater. Seit 1985 ist er freischaffend tätig und spielte u. a. an der Staatsoper Hamburg, am Alten Schauspielhaus Stuttgart, am Theater am Neumarkt Zürich, an den Staatstheatern in Hannover und Oldenburg oder am Theater an der Kö in Düsseldorf. Daneben gastierte er häufig bei Tourneebühnen und trat bei den Störtebeker-Festspielen auf. Von Hacht war Gregers in Die Wildente, Thorsten Stockmann in Ein Volksfeind und Pastor Manders in Gespenster (alle von Henrik Ibsen), Gerichtsrat Walter in Kleists Der zerbrochne Krug, Polonius in Hamlet oder Baron von Burleigh in Maria Stuart. 2015 spielte er den Tod in einer Aufführung des Jedermann von Hugo von Hofmannsthal in der Wismarer Georgenkirche.
Gelegentlich arbeitet Reinhard von Hacht auch für Film und Fernsehen. Nach seinem Kameradebüt in Peter Zadeks erstem Kinofilm Ich bin ein Elefant, Madame im Jahre 1969 hatte er bis Ende der 1990er Jahre Gastrollen in einer Tatort-Folge und spielte in Serien wie Hamburg Transit, Drei Damen vom Grill oder Großstadtrevier.
Daneben ist Reinhard von Hacht auch als Hörspielsprecher in Produktionen des NDR tätig. Er lebt in Hamburg.

## Filmografie (Auswahl)
- 1969: Ich bin ein Elefant, Madame
- 1969: Kollege Bindelmann
- 1970: Menschen
- 1971: Viel Getu' um nichts
- 1971: Es braust ein Ruf wie Donnerhall – Ur-Opas dufter Krieg 70/71
- 1971: Die Abenteuer eines armen Christenmenschen
- 1973: Die merkwürdige Lebensgeschichte des Friedrich Freiherrn von der Trenck – Auf der Flucht
- 1973: Tatort – Platzverweis für Trimmel
- 1973: Hamburg Transit – Der Auflieger
- 1974: Arsène Lupin – Double jeu
- 1975: Schließfach 763
- 1983: Geheimsender 1212
- 1985: Es muß nicht immer Mord sein – Eine Kerze lang
- 1985: Ein Fall für TKKG – Der blinde Hellseher
- 1986: Zerbrochene Brücken
- 1987: Sturmflut
- 1988: Die Schwarzwaldklinik – Wo ist Katarina?
- 1988: Die Schwarzwaldklinik – Der alte Herr
- 1990: Drei Damen vom Grill – Wirbel um Wiebke
- 1990: Das Haus am Watt
- 1997: Sanfte Morde
- 1999: Großstadtrevier – Leere Versprechungen

## Hörspiele
- 1983: Der heilige Krieg – Regie: Urs Helmensdorfer
- 1988: Der Stümper (1. Teil) – Regie: Hans Dieter Schwarze
- 1990: Die Schipper-Kids (6. Folge: Die Schipper-Kids und der Seifentrick) – Regie: Hans Helge Ott
- 1994: Im Zauberland (6. Teil: Das Geheimnis des verlassenen Schlosses) – Regie: Axel Fidelak
- 1994: Apollo Hotel – Regie: Susanne Amatosero-Klippel
- 1997: De Dach, as de Castor keem – Regie Edgar Bessen